# Mandchourie-Extérieure
La Mandchourie-Extérieure (chinois traditionnel et simplifié : 外滿洲 ; pinyin : Wài Mǎnzhōu ; russe : Приаму́рье ; romanisation : Priamourié) ou Mandchourie russe (russe : Pусская Приаму́рье/маньчжурия ; romanisation : Rousskaïa Priamourié/Man'tchjouriïa) est un territoire en fédération de Russie ayant été cédé par la Chine. La Mandchourie-Extérieure est au sens plus large une région de la Mandchourie. Le territoire fut annexé par l'Empire russe à la suite du Traité d'Aïgoun en 1858 et de la convention de Pékin en 1860, considérés comme des traités inégaux. La Mandchourie-Extérieure, devenue chinoise en 1689 par le traité de Nertchinsk, avait été contestée de 1643 à 1689 par les Russes et les Chinois.
La Mandchourie-Extérieure comprend actuellement le kraï du Primorié, le sud du kraï de Khabarovsk, les oblasts autonome juif et d'Amour et l'île de Sakhaline.
Après une série de conflits, le traité de Nertchinsk signé en 1689 définit la frontière sino-russe comme les monts Stanovoï et la rivière Argoun, la Mandchourie-Extérieure devint chinoise. Quelques années plus tard, la Chine des Qing perdit les guerres de l'opium et fut contrainte de signer une série de traités qui cédaient des territoires et des ports à la Russie, au Japon et également aux puissances occidentales. À partir du traité d'Aïgoun en 1858 et du traité de Pékin en 1860, la frontière sino-russe a été réalignée le long des fleuves Amour et Oussouri. En conséquence, la Chine a perdu 1 000 000 km2 de territoire et l'accès à la mer du Japon.

## Histoire
Les premiers habitants de la région sont le peuple Mohe et d'autres tribus turques. Autrefois, la Mandchourie-Extérieure avait été envahie par divers États coréens notamment les anciens royaumes de Koguryo et de Balhae dont les territoires s'étendait du nord de la péninsule de Corée aux parties méridionales et centrales de la Grande Mandchourie.

## Conflits territoriaux
La république de Chine (Taiwan) n'a jamais officiellement reconnu la république populaire de Chine, c'est pourquoi la Mandchourie-Extérieure est toujours représentée sur les cartes taïwanaises comme un territoire sous administration chinoise.
En 2004, la Russie a accepté de transférer l'île de Yinlong et la moitié de l'île de Heixiazi à la Chine ; les deux îles étaient jusqu'alors administrées par la Russie et revendiquées par la Chine. Le transfert visait à favoriser la réconciliation et la coopération entre les deux pays mais il a suscité différents degrés de mécontentement des deux côtés, en particulier auprès des agriculteurs cosaques de Khabarovsk qui avaient des terres labourées sur les îles. Le transfert a été ratifié à la fois par l'Assemblée populaire nationale chinoise et la Douma d'État russe. La cérémonie officielle de transfert a eu lieu sur place le 14 octobre 2008.